# Diotarus
Diotarus is een geslacht van rechtvleugeligen uit de familie doornsprinkhanen (Tetrigidae). De wetenschappelijke naam van dit geslacht is voor het eerst geldig gepubliceerd in 1877 door Stål.

## Soorten
Het geslacht Diotarus omvat de volgende soorten:
- Diotarus galeatus Bolívar, 1887
- Diotarus ikonnikovi Bey-Bienko, 1935
- Diotarus pupus Bolívar, 1887
- Diotarus verrucifer Stål, 1877